# Север-8
«Север-8» — воздушная высокоширотная экспедиция, проводившаяся в СССР в марте — мае и в сентябре — октябре 1956 года.

## Деятельность
Начальник экспедиции — Е. И. Толстиков.
Были осуществлены полёты с первичными посадками на дрейфующий лед и транспортные полеты на станцию «Северный полюс-6». В октябре 1956 года экспедиция эвакуировала со льда станцию «Северный полюс-5», которую вынесло дрейфом в район кромки льдов на севере Карского моря. 
В работах участвовали самолеты: Ли-2, Ил-12, Ту-4 и вертолет Ми-4. Командиры: И. С. Хатин, В. В. Афонин, В. П. Колошенко, В. М. Перов, В. В. Мальков, П. П. Лапик, М. Я. Дондуков, В. И. Масленников, А. С. Поляков, Б. С. Осипов, И. Г. Бахтинов.

### Личный состав
1. М. Е. Острекин — заместитель начальника экспедиции, геофизик.
2. В. В. Фролов[2] — заместитель начальника экспедиции по науке.
3. Г. А. Пономаренко — океанолог.
4. П. П. 3адорожный — океанолог.
5. В. А. Шамонтьев — океанолог.
6. В. Н. Щербинин — ледовый разведчик.
7. С. Я. Ефимов — гидрохимик.
8. И. П. Романов — ледовый разведчик.
9. Е. Г. Ковалев — океанолог.
10. С. В. Лощилов[3] — океанолог.
11. М. Я. 3атонский — океанолог.
12. Н. И. Тябин[4] — океанолог.
13. Г. Н. Яковлев — ледоисследователь.
14. Н. В. Черепанов — ледоисследователь.
15. Ю. А. Алексеев — ледоисследователь.
16. Н. С. Швидко — ледоисследователь.
17. И. Е. Мишустина — ледоисследователь.
18. С. Е. Николаев — ледоисследователь.
19. Д. Л. Лайхтман — аэрометеоролог.
20. А. В. Колесников — аэрометеоролог.
21. С. Т. Серлапов[5] — руководитель группы разведки погоды, синоптик.
22. О. М. Кузнецов — метеоролог.
23. Л. П. Никандров — метеоролог.
24. А. А. Ледохович — метеоролог.
25. Ю. В. Николаев — метеоролог.
26. Н. Т. Субботин — аэрофотосъемщик.
27. Н. М. Шакиров — аэрофотосъемщик.